# Eugène Albert Arnold Liera
Eugène Albert Arnold Liera (Haarlem, 14 februari 1896 - Voorburg, 27 augustus 1975) was een Nederlandse burgemeester tijdens de Tweede Wereldoorlog. Hij was lid van de NSB.

## Leven en werk
Liera was een zoon van de opperwachtmeester Eugène Albert Arnold Liera en Cornelia Carolina van der Ham. Liera werd na zijn HBS-opleiding militair. Hij bereikte de rang van kapitein bij de landmacht. Voor de Tweede Wereldoorlog was hij werkzaam als koffiemakelaar in Rotterdam. Hij sloot zich in 1933 aan bij de NSB. Na het ambtenarenverbod trok hij zich terug om zich na de opheffing van het verbod weer aan te sluiten bij deze beweging. Tijdens de mobilisatie voor de Tweede Wereldoorlog en de Duitse inval in Nederland in mei 1940 diende Liera als kapitein bij het eerste legerkorps. In 1941 werd hij benoemd tot burgemeester van Gouda als vervanger van burgemeester James, die elke medewerking met de Duitse bezetter weigerde. In juli 1944 werd Liera benoemd tot waarnemend burgemeester van Arnhem; hij bleef echter in Gouda wonen. Op Dolle Dinsdag vluchtte Liera weg uit Gouda om na enige tijd weer terug te keren. In oktober 1944 werd hij benoemd tot bestuursraad en plaatsvervangend Commissaris der Provincie Gelderland. Hij werd in 1945 door zijn partijgenoot locoburgemeester Acket opgevolgd als burgemeester van Gouda.
Na de Tweede Wereldoorlog werd Liera vier jaar geïnterneerd omdat hij had gehandeld tegen het belang van het Nederlandse volk. Als verzachtende omstandigheid gold, dat hij ook enkele maatregelen had getroffen ten behoeve van de burgers van Gouda. Hij kreeg in 1948 weer de beschikking terug over zijn financiële vermogen.
Liera trouwde op 9 september 1920 met Johanna Catharina Helena Voorwinden. Uit hun huwelijk werd een dochter geboren.